# Юваль Штайніц
Юва́ль Шта́йніц (івр. יובל שטייניץ; нар. 10 квітня 1958 року, Рамот-га-Шавім) — ізраїльський політичний діяч, міністр фінансів Ізраїлю (2009—2013). Міністр розвідки і стратегічних справ у 2013–2015 роках.
Він здобув ступінь доктора філософії в Тель-Авівському університеті — більш літературно і природно у Хайфському університеті. Автор кількох книг з філософії. Юваль Штайніц був членом ліво-ліберального руху «Мир зараз» (שלום עכשיו), але після угод в Осло змінив політичні погляди та приєднався до партії «Лікуд».
Після виборів 1999 року вперше обрався до Кнесету. Був членом різних парламентських комісій, у тому числі головою комісії зі справ та оборони. У 2009 році, після чергових виборів, призначений міністром фінансів Ізраїлю, в уряді Біньяміна Нетаньягу.